# Europa Universalis (серия игр)
Europa Universalis — серия компьютерных игр (жанр — глобальная стратегия), разрабатываемая шведской студией Paradox Entertainment. Породила родственные серии игр: Hearts of Iron и Victoria. Отличается стратегической глубиной и исторической достоверностью. В России все игры серии локализованы студией Snowball.ru под названием «Европа».
Изначально игра была основана на одноимённой настольной стратегии, автором которой был Филипп Тибо.

## Europa Universalis
Действие игры происходит в реальном времени, однако скорости реакции от игрока не требуется, так как в любой момент игры можно поставить на паузу. Игра происходит на схематично изображённой карте мира, разбитой на более чем 1500 морских и наземных провинций. Время действия игры — с 1492 по 1792. Играющий может взять под управление любую страну из существовавших в этот исторический период (всего около 200 государств). Под его контролем находятся экономика страны, формирование армий и флотов и управление ими, дипломатия, внедрение новых технологий, внутренняя политика государства, изменение государственной религии, открытие и колонизация новых земель. Особенно широки дипломатические возможности — любая страна может вступать в союзы с другими странами и выходить из них, объявлять войны и заключать мир, заключать династический брак между правящими династиями, делать другие страны своими вассалами (которые будут передавать сюзерену половину дохода, а впоследствии могут быть мирным путём присоединены к нему), подписывать торговые соглашения и предоставлять другой стране гарантии независимости.

## Europa Universalis II
Данная игра была разработана студией Paradox Interactive в 2001 году, как продолжение Europa Universalis. В игре игрок управляет одной нацией, проходя через сотни лет войн, революций и заговоров. Игроку предстоит управлять экономикой, создавать военно-политические союзы, колонизировать новые земли, контролировать религию и внутреннюю политику, а также обеспечить внутреннюю стабильность. Кроме того, ежегодно появляются случайные события, а также есть сотни готовых сценариев на основе реальных исторических фактов, что создаёт игроку интересный и разнообразный геймплей. По сравнению с первой частью заметно улучшилась графика. Почти все игровые данные хранятся в текстовых файлах и их очень легко отредактировать, модифицировав сценарий игры. Версия игры под названием Europa Universalis II: Asia Chapters в 2004 году была выпущена для азиатского рынка. В игру добавлены новые сценарии, которые сосредоточены вокруг азиатской истории. Также появилась обновлённая карта с новыми провинциями в Японии, Корее и Китае.

## Europa Universalis III
Продолжение игр Europa Universalis и Europa Universalis II, выпущенное 23 января 2007. Русская локализация носит название Европа 3. Как и предыдущие игры серии, третья часть предлагает Вам возглавить одно из государств мира в период с 30 мая 1453 года по 14 июля 1789 год . В дополнениях этот временной отрезок расширен в обе стороны, поэтому в них у игрока есть возможность сыграть за революционную Францию или Византию. Игра принципиально отличалась от предыдущих игр данной серии. Во-первых геймплей теперь не был привязан к реальной истории, то есть сам игрок «творил историю». Вместе с этим было существенно сокращено количество исторических личностей, заменённых на случайных персонажей. Во-вторых в игре был применена трёхмерная графика. В-третьих появилась возможность начать игру в любой момент с 1453 по 1789 год, тогда как в предыдущих играх серии начать играть можно было только 1453, за исключением некоторых важных дат, когда начать играть таки можно было (к ним относятся 1700 год, 1756 год, 1613). Кроме того появились национальные идеи, которые давали каждой отдельно взятой державе преимущество над своими соперниками в определённой области. Вместо однообразных пехотинцев/кавалеристов/артиллеристов для каждой крупной страны были разработаны специальные юниты.

### Europa Universalis III: Napoleon’s Ambition
Это дополнение было выпущено в свет 22 августа 2007 года в Канаде и США. В России оно появилось только 7 декабря этого же года. Временные рамки были расширены до 1821 года и появилась возможность играть за Революционную Францию/Империю Наполеона. Изменения претерпел и исторический режим игры — большинство важных событий в жизни государства (такие как рождение или смерть исторических персон) стали происходить строго в то время, когда это происходило в реальности. Шпионы приобрели множество новых возможностей. Также был оптимизирован интерфейс.

### Europa Universalis III: In Nomine
Это дополнение к игре Europa Universalis III было выпущено в свет 28 мая 2008. Игроку предлагается возглавить одно из государств мира в период с 13 октября 1399 (в день коронации Генриха IV в Англии) по 1821 год. В России локализация носит название: «Европа III: Византия». Игроку даётся возможность сыграть за Византийскую Империю, Тамерлана и разыграть последние сражения Столетней войны. В игре появилось множество видов повстанцев — от колонистов, желающих независимости, до дворян, которые хотят загнать своих крестьян в крепостничество. Также были дополнены и улучшены некоторые детали — были переработаны и дополнены системы советников и национальные идеи, а также была изменены система религий. Также, правитель, имеющий наиболее сильное влияние на Папу Римского стал более могуществен — он может отлучать от церкви, устраивать крестовые походы и т. д.

### Europa Universalis III: Heir to the Throne
Дополнение к игре «Europa Universalis III» под названием «Europa Universalis III: Heir to the Throne» 15 декабря 2009 в Канаде и США и 19 марта 2010 — в России. В российской локализации — «Европа III: Великие династии». Игроку предлагается возглавить одно из государств мира в период с 13 октября 1399 (в день коронации Генриха IV в Англии) по 1821 год. Все монархи стали относиться к определённым династиям, что имеет далеко идущие последствия. Также монархам стало необходимо поддерживать легитимность в глазах подданных. Терра Инкогнита была заменена на непроходимые регионы. Священная Римская империя и Папская область стали более могущественными, а у государств-республик появились специфические возможности. Были разработаны так называемые «сферы влияния», которые моделируют «Большую игру» между державами.

### Europa Universalis III: Divine Wind
Это последнее дополнение к игре Europa Universalis III. В России данное дополнение получило название Европа III: Божественный ветер и было локализовано в составе сборника Европа III: Золотое Издание. Основные дополнения касались Японии и Китая. В частности, была получена возможность играть за одного из четырёх даймё Японии, соперничающих за влияние над императором и контроль над сёгунатом. Стало возможным управлять различными фракциями в Китае. Была улучшена графика и добавлены более 50 новых провинций. Стали доступны несколько десятков новых уникальных зданий. Были добавлены задания для игроков.

## Europa Universalis: Rome
Основные особенности:
- EU: Rome — первая игра Paradox Interactive, действие которой происходит в античную эпоху;
- Игра охватывает бо́льшую часть Европы, часть Передней Азии и Северной Африки, число провинций значительно меньше, чем в Europa Universalis;
- В игре принято летоисчисление от основания Рима, она начинается в 474 году от основания Рима (начало Пирровой войны), а заканчивается в 727 году, когда в Риме была провозглашена империя;
- Из Crusader Kings в игру пришла развитая система персонажей (существенно доработанная по сравнению с CK), которые могут занимать должности (в том числе глав государств, губернаторов провинций, полководцев и флотоводцев);
- Появился механизм гражданских войн, которые могут развязать нелояльные политики и полководцы;
- Впервые в играх Paradox Interactive появились варвары, которые бродят по карте, могут атаковать цивилизованную страну и захватить часть его территории, основав на ней собственное государство;
- Используется отличающаяся от EU система торговли между провинциями.

### Europa Universalis: Rome — Vae Victis
В 2009 году выпущено дополнение к игре — Europa Universalis: Rome — Vae Victis (лат. Vae Victis — горе побеждённым), которое в России вышло под названием Европа. Древний Рим: Золотой век. Главная особенность — внутренняя политика стала сложнее и проработаннее, в республиканских государствах существует Сенат, в котором ведут борьбу 5 политических фракций (военная, торговая, религиозная, гражданская и популистская), в монархиях вместо Сената есть советники (причём в случае, если большинство советников не поддерживает текущего кандидата на престол, может начаться гражданская война), в варварских государствах игрок должен учитывать интересы вождей кланов.

## Europa Universalis IV
| Сводный рейтинг       | Сводный рейтинг |
| Агрегатор             | Оценка          |
| --------------------- | --------------- |
| Metacritic            | 87              |
| Иноязычные издания    |                 |
| Издание               | Оценка          |
| GameSpot              | 90/100          |
| IGN                   | 89/100          |
| PC Gamer (US)         | 91/100          |
| Русскоязычные издания |                 |
| Издание               | Оценка          |
| Riot Pixels           | 95/100          |

Пятая, не считая дополнений, часть игры Europa Universalis вышла в свет 13 августа 2013 года. Игра начинается 11 ноября 1444 года и заканчивается 31 декабря 1820 года. У каждой страны неповторимая судьба и также неповторимая цепочка событий в её истории. Чёткой цели у игры нет — её ставит сам игрок. Игрок может выбрать любое государство из существовавших на тот момент. Также в игру были внесены несколько существенных изменений. В частности, были убраны шпионы, правда их функции появляются в других аспектах игры, магистраты, правда их заменили, фракции, а также были убраны культурные традиции для найма советников. Ползунки внутренней политики были убраны или заменены на направления развития технологий. Но в игре были и преобразования, и нововведения. В частности, крупным изменениям подверглась система торговли и была разработана новая система национализации провинций.